# Contrografismo
Per contrografismo (o bianco tipografico) si intende la parte "vuota" della matrice di stampa che corrisponde alle aree bianche dello stampato. Analogamente, il grafismo è la parte della matrice che stamperà caratteri o immagini sullo stampato (pagina, tessuto, superficie, eccetera).

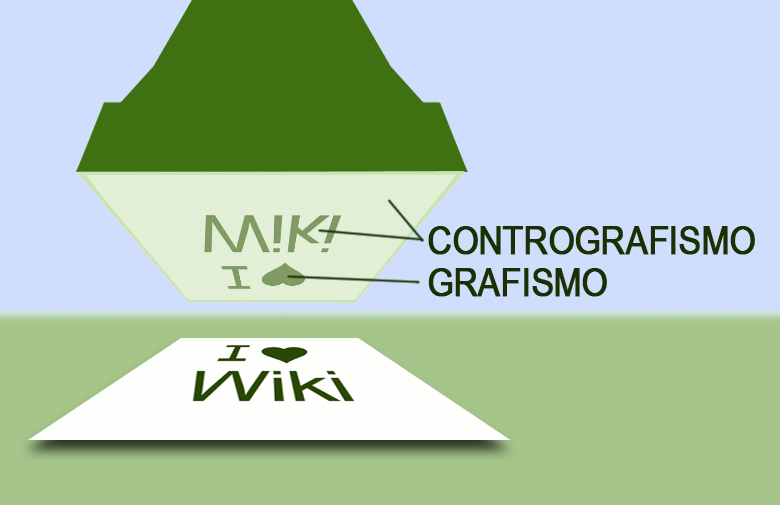
Grafismo e contrografismo sulla matrice di stampa.

Nei metodi di stampa tradizionali (meccanici) il contrografismo è solitamente una zona depressa della matrice che non entra in contatto con l'inchiostro. Un classico ed intuitivo esempio è il comune timbro da scrivania in cui i caratteri tipografici sono rilevati e quindi si bagnano con l'inchiostro del tampone (grafismo) mentre il contrografismo, che è la zona depressa tra i caratteri rilevati, non viene a contatto né con l'inchiostro né con la carta durante l'apposizione del timbro sulla pagina.
- Nella stampa offset, dove grafismi e contrografismi giacciono sullo stesso piano, viene sfruttato il principio fisico della repulsione tra l'acqua e le sostanze grasse (inchiostro).

- Nella xerografia (le comuni fotocopiatrici) il contrografismo è ottenuto risparmiando la matrice dalle reazioni fisiche ed elettriche che permettono il trasferimento delle particelle di colore al rullo della matrice e successivamente alla carta.

- Nelle stampanti ad aghi o a pennino (plotter) collegate a calcolatori, viene ricopiato sulla carta ciò che  è presente sul monitor quindi il contrografismo è costituito dai pixel dello sfondo su cui non vi sono caratteri, linee o simboli grafici.

- Altre tecniche utilizzano raggi laser proiettati sulla matrice capaci di asportare il materiale (gomma o polimero) nelle aree di contrografismo lasciando il rilievo dei grafismi di stampa.

Il calcolo dell'area di grafismo è utile per prevedere la quantità d'inchiostro necessario per la stampa di grandi quantità di copie.